# El gran rescate
El gran rescate, el rescate de Cabanatuan o The Great Raid fue una misión de rescate de un grupo de prisioneros de guerra aliados cautivos por el Ejército Imperial Japonés en Filipinas, en enero de 1945. La misión fue dirigida por el teniente coronel Henry Mucci del 6.º Batallón Ranger del Ejército de los Estados Unidos y planificado por el capitán Robert Prince.

## Antecedentes
Diez horas después del ataque contra Pearl Harbor, el 7 de diciembre de 1941, las tropas japonesas atacan Filipinas. Las fuerzas estadounidenses, formadas por diez mil hombres, y sesenta mil filipinos se repliegan hasta la península de Bataán. Con el mar a sus espaldas y sin barcos que los rescataran, quedan atrapados. Tras cuatro meses de combates sin provisiones, las hambrientas tropas estadounidenses y filipinas se rinden al ejército nipón. Los japoneses, al carecer de alimentos para los prisioneros, obligan a los sesenta mil norteamericanos y filipinos a emprender una brutal marcha de cien kilómetros, la conocida como Marcha de la Muerte de Bataán, durante la que fallecieron quince mil hombres. Los prisioneros fueron recluidos en varios campamentos: O'Donell, Cabanatuan y Palawuan, donde miles de ellos morirían de enfermedad, hambre y malos tratos. En 1944, las fuerzas norteamericanas avanzan hacia Japón, y en el Ejército Imperial empieza a cundir la desesperación. El 1 de agosto de 1944, el ministro de la Guerra nipón emite un comunicado relativo a los prisioneros de guerra, en el que dice: "el objetivo es no permitir que escape ni uno solo, aniquilarlos a todos sin dejar rastro".

## El campo de prisioneros
El campo de prisioneros de Cabanatuan recibe su nombre de la cercana ciudad de 50 000 habitantes del mismo nombre (también es llamado campo de Pangatian, por un pequeño pueblo cercano). El campo había sido una estación del Departamento de Agricultura de los Estados Unidos, convirtiéndose más tarde en campo de entrenamiento del ejército filipino.
Cuando los japoneses invadieron las Filipinas, lo utilizaron como prisión, principalmente de soldados enemigos. Fue uno de los tres campos en el área de Cabanatuan y se le asignaron funciones hospitalarias. Ocupaba más de 40 hectáreas en forma de rectángulo de 730 metros de largo por 550 metros de ancho, dividido por una carretera. A un lado de la misma se encontraban las dependencias de los guardias japoneses, mientras que al otro se hallaban las chozas de bambú de los presos y el hospital, conocido como la "Sala Cero" porque allí esperaban la muerte los presos desahuciados enfermos de disentería, malaria y otras enfermedades. Las alambradas que rodeaban el campo tenían unos 2,4 metros de altura y estaban salpicadas de búnkeres y torres de vigilancia de unos cuatro pisos de altura. 
En su apogeo, el campo albergó a 8000 soldados estadounidenses, junto a un pequeño número de soldados y civiles de otras naciones, como el Reino Unido, Noruega o los Países Bajos), por lo que fue el mayor campo de prisioneros de guerra en territorio filipino. Este número se redujo de manera significativa cuando los soldados en buenas condiciones físicas fueron enviados a otras áreas de las Filipinas, Japón, Formosa y Manchuria, a trabajar como esclavos. Las disposiciones de la Convención de Ginebra fueron ignoradas, los presos eran llevados fuera del campo y obligados a trabajar en fábricas para construir armamento japonés, descargar buques y reparar aeródromos.

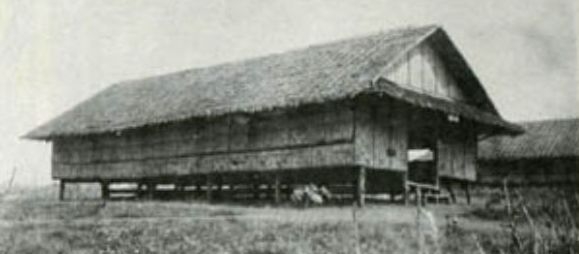
Cabaña utilizada por los prisioneros en el campo

Los prisioneros recibían apenas dos comidas al día a base de arroz cocido, a veces acompañado de fruta, sopa o carne. A fin de complementar esta pobre dieta, los prisioneros fueron capaces de pasar de contrabando alimentos y suministros ocultos en sus ropas durante sus salidas de Cabanatuan. Para evitar que la comida extra, joyas, diarios y otros objetos de valor fueran confiscados, los presos los escondían en la ropa, en las letrinas o los enterraban en las cercanías antes de las inspecciones programadas. Los prisioneros obtenían alimentos por múltiples vías, como el robo, el soborno a los guardias, el cultivo de hortalizas y la captura de animales que entraban en el campo, como ratones, serpientes, patos o perros callejeros. La resistencia filipina logró introducir clandestinamente pastillas de quinina, lo que salvó las vidas de cientos de enfermos de malaria. Los japoneses obligaron a un técnico de radio estadounidense a reparar sus radios, pero éste robaba piezas, lo que le permitió a los prisioneros disponer de varias radios. Un grupo de prisioneros de Corregidor, antes de la entrada al campo, ocultaban entre sus ropas cada uno una pieza, que volvían a ensamblar una vez dentro. Estas radios eran capaces de captar emisoras de San Francisco, los que les permitió a los prisioneros conocer los avances aliados en la guerra.

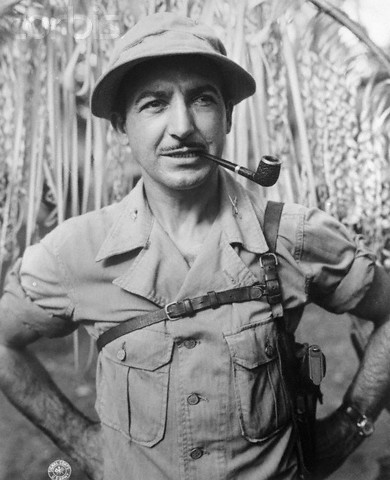
Tte. Col. Henry Mucci

Una cámara fotográfica introducida de contrabando sirvió para documentar las condiciones del campo. Los presos también consiguieron alguna arma de fuego.

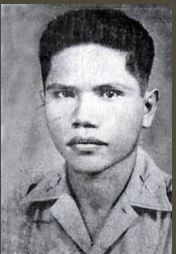
Cap. Juan Pajota

El campo tuvo múltiples intentos de fuga, la mayoría fracasados. En uno de ellos, cuatro soldados fueron capturados por los japoneses, que obligaron a todos los prisioneros a contemplar cómo eran golpeados, obligados a cavar sus propias tumbas y ejecutados. Poco después, los japoneses anunciaron que nuevos intentos de fuga tendrían como consecuencia la ejecución de diez prisioneros por cada hombre involucrado. Los prisioneros fueron divididos en grupos de diez, lo que motivó una estrecha vigilancia entre ellos para evitar intentos de fuga. Una semana más tarde, dos estadounidenses trataron infructuosamente de escapar. Los guardias escogieron a 18 prisioneros más, los alinearon a todos contra una valla y los ejecutaron en presencia de los demás prisioneros.
Los japoneses permitieron a los prisioneros construir fosas sépticas y canales de riego en el campo. Una persona fue designada para vender artículos tales como plátanos, huevos, café, cuadernos y cigarrillos. Algunas actividades recreativas fueron autorizadas, como el béisbol, lanzamiento de herraduras y partidas de ping pong. Además, se autorizó una biblioteca de 3000 libros (muchos proporcionados por la Cruz Roja) y la proyección ocasional de películas. También permitieron que un bulldog fuese adoptado como mascota por los presos. Cada año, con motivo de la Navidad, los japoneses autorizaron que la Cruz Roja entregara a cada prisionero un paquete con artículos como latas de carne, café soluble y tabaco. Aunque sometidas a censura previa, los presos también podían enviar postales a sus familias. 
Dado que las fuerzas estadounidenses continuaban acercándose a Luzón, el Comando Imperial Japonés ordenó que todos los prisioneros de guerra en buenas condiciones físicas fueran trasladados a Japón. En octubre de 1944, más de 1600 soldados partieron desde el campo de Cabanatuan, dejando atrás a más de 500 enfermos, en malas condiciones o con alguna discapacidad.

## La misión de rescate
El 26 de enero de 1945, el teniente coronel Mucci, comandante en jefe del 6.º Batallón Ranger del ejército estadounidense, recibe del teniente general Walter Kreuger la orden de rescatar a los prisioneros del campo de Cabanatuan, situado a 50 km de la línea del frente. El encargado de planear la operación fue el capitán Robert Prince. Para lograr su objetivo solo disponen de 5 días, ya que se teme que, debido a la proximidad al campo de las tropas enemigas, los japoneses ejecuten a los prisioneros, como ya había sucedido en el campo de Palawan, donde habían quemado vivos a 150 prisioneros. El plan consiste en infiltrar a los 120 hombres del batallón tras las líneas enemigas, caminar los 50 km que les separan del campo de Cabanatuan y rescatar a los prisioneros evitando a los cerca de 30 000 soldados japoneses. El campo de Cabanatuan se encontraba guarnecido por unos 200 hombres y a un par de kilómetros del mismo había un campamento militar japonés con cerca de mil japoneses, en el río Cabu. 

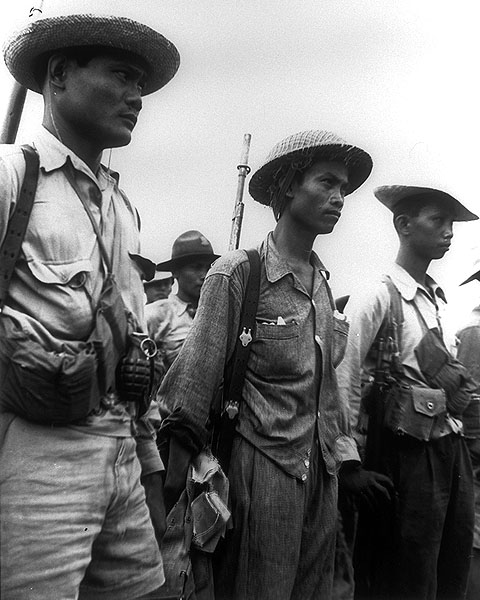
Guerrilleros filipinos del Capt. Pajota en Cabanatuan

A las 17:00 h. del 30 de enero de 1945, los rangers comienzan a tomar posiciones alrededor del campo. Para evitar que las tropas japoneses acampadas en las cercanías acudieran en apoyo de las tropas del campo, un grupo de la guerrilla filipina, dirigido por el capitán Juan Pajota, tiende una emboscada en un puente sobre el Cabu.

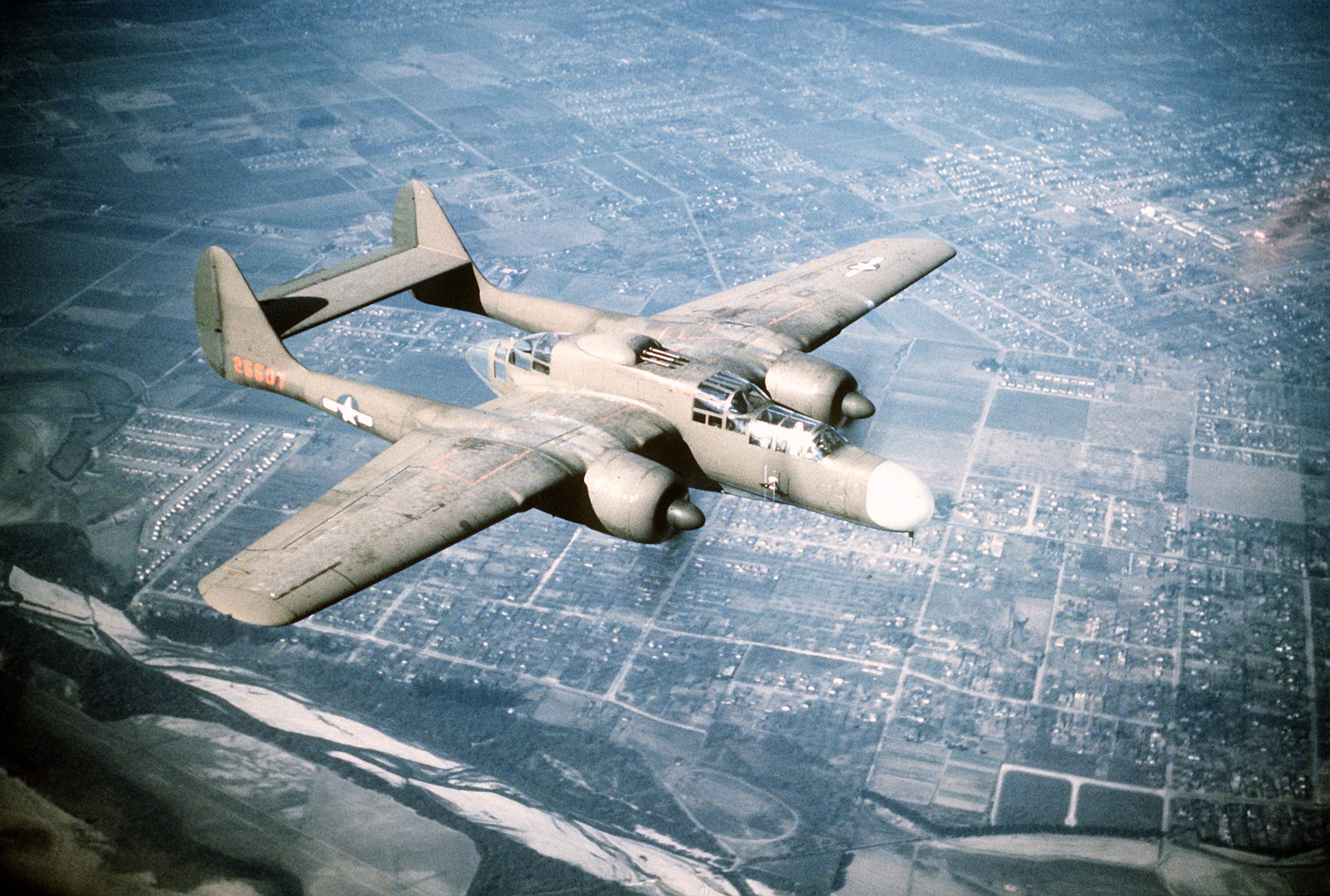
Caza P-61 Black Widow, similar al empleado como distracción de las fuerzas japonesas

A las 18:00 h., un caza P-61 Black Widow, con el capitán Kenneth Schrieber y el teniente primero Bonnie B. Rucks a bordo, sobrevuela el campo como distracción. Cuarenta minutos antes del ataque, Schrieber corta la alimentación al motor izquierdo a 460 m de altura (1500 pies) sobre el campo de prisioneros. Después la restablece, generando un fuego controlado; repitió el procedimiento dos veces más, perdiendo altura hasta los 61 m (200 pies). Simulando tener problemas, Schrieber se dirigió hacia unas colinas bajas a solo 9,1 m (30 pies). Para los observadores japoneses, parecía que el avión se había estrellado, observaban esperando una explosión. Schrieber repite esto varias veces, al mismo tiempo que efectuó varias maniobras acrobáticas.
A resguardo de la noche, el primer disparo se efectúa a las 19:40 h. y, tras un intenso combate y cerca de tres años de cautiverio, 522 prisioneros son rescatados. Durante la operación murieron dos rangers, cuatro resultaron heridos. Por su parte, la guerrilla filipina sufre 20 bajas. Un prisionero falleció tras ser liberado. 
El teniente coronel Henry Mucci y el capitán Robert Prince fueron condecorados por esta acción con la Cruz por Servicio Distinguido, la segunda en importancia.
| Nacionalidad             | Prisioneros rescatados |
| ------------------------ | ---------------------- |
| Soldados estadounidenses | 464                    |
| Soldados británicos      | 22                     |
| Soldados holandeses      | 3                      |
| Civiles estadounidenses  | 28                     |
| Civiles noruegos         | 2                      |
| Civiles británicos       | 1                      |
| Civiles canadienses      | 1                      |
| Civiles filipinos        | 1                      |
| Total                    | 522                    |

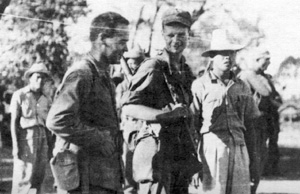
Los capitanes Jimmy Fisher (Izq.), y Robert Prince (Der.), con algunos guerrilleros filipinos horas antes de iniciar el ataque.

El rescate de Cabanatuan se considera como el mayor éxito en una misión de rescate en la historia militar de Estados Unidos.